# Attentati aerei in Russia del 2004
Nella notte del 24 agosto 2004 diversi ordigni esplosivi detonarono a bordo di due voli passeggeri regionali decollati dall'aeroporto internazionale di Domodedovo a Mosca, in Russia, provocando la distruzione di entrambi gli aerei e la perdita di tutte le 90 persone a bordo.
Indagini successive conclusero che due kamikaze ceceni erano responsabili degli attentati, in seguito rivendicati anche dal leader dell'insurrezione cecena.

## I voli

### Volo Volga-AviaExpress 1303
Il primo a schiantarsi fu il volo Volga-AviaExpress 1303, un Tupolev Tu-134, registrato come RA-65080 e in servizio dal 1977. L'aereo stava volando da Mosca a Volgograd. Partì da Domodedovo alle 22:30 del 24 agosto 2004. Il controllo del traffico perse i contatti con l'aereo alle 22:56 mentre sorvolava l'Oblast' di Tula, 180 chilometri (110 miglia) a sud-est di Mosca. I resti dell'aereo vennero ritrovati a terra diverse ore dopo. A bordo dell'aereo erano presenti 34 passeggeri e 9 membri dell'equipaggio, tutti morti nello schianto. I registratori di volo furono recuperati dal luogo dell'incidente. Quello dei dati di volo (FDR) mostrava che l'aereo stava volando senza problemi a 8.100 metri (26.600 piedi), prima di indicare un qualche tipo di evento ad alta energia, probabilmente originatosi vicino al lato destro dell'aereo nella fila di sedili n°19. Entrambi i registratori smisero di funzionare 2-3 secondi dopo. A ciò seguì la separazione della fusoliera in quel punto specifico per un periodo di tempo indeterminato.

### Volo Siberia Airlines 1047
Pochi minuti dopo il primo incidente, il volo Siberia Airlines 1047, che aveva lasciato l'aeroporto di Domodedovo alle 21:35 del 24 agosto 2004, scomparve dagli schermi radar e si schiantò al suolo. Il Tu-154, registrato RA-85556, in servizio dal 1982, stava volando da Mosca a Soči. Secondo una fonte governativa anonima dell'agenzia di stampa russa Interfax, l'aereo aveva trasmesso un allarme di dirottamento mentre sorvolava l'Oblast' di Rostov alle 22:59. Tuttavia è stato successivamente stabilito che si trattava del trasmettitore di localizzazione d'emergenza (ELT) dell'aereo, e che l'equipaggio del volo 1047 non era a conoscenza di alcun pericolo prima di scomparire dai radar. L'aereo sparì dagli schermi radar poco dopo e si schiantò. A bordo dell'aereo c'erano 38 passeggeri e 8 membri dell'equipaggio, e nessuno sopravvisse all'incidente. I detriti dell'aereo vennero trovati la mattina del 25 agosto 2004, a 9 chilometri (5,6 miglia) dall'insediamento di lavoro di Gluboky nel distretto di Kamensk dell'Oblast' di Rostov. Anche in questo caso recuperarono i registratori di volo; il registratore dei dati di volo, insieme all'analisi del relitto, suggerì che un evento ad alta potenza quasi identico a quello visto sul volo 1303 si verificò vicino al lato destro dell'aereo nella fila di sedili 25, mentre l'aereo stava navigando a 12.100 metri (39.700 piedi). L'esplosione provocò una rapida decompressione della cabina, danni ai comandi dell'equilibratore e del timone, una sostanziale perdita di energia elettrica e gravi danni ai componenti della fusoliera e della coda. L'ELT si attivò mezzo secondo dopo l'evento, da un membro dell'equipaggio o automaticamente. Il registratore di dati smise di funzionare poco dopo l'esplosione, ma il registratore di suoni del cockpit continuò a registrare fino all'impatto con il suolo, durante il quale la maggior parte delle discussioni dell'equipaggio riguardava la perdita di pressione e dei sistemi elettrici in cabina. L'equipaggio si trovò colto completamente alla sprovvista dall'evento e non ci sono prove che fosse a conoscenza della detonazione di un ordigno esplosivo a bordo.

## Responsabilità
I due incidenti quasi simultanei fecero pensare immediatamente al terrorismo. Il presidente Vladimir Putin ordinò al Servizio di Sicurezza Federale (FSB) di indagare sugli incidenti. Il 28 agosto 2004 l'FSB trovò tracce di esplosivo RDX nei resti di entrambi gli aerei. Il 30 agosto 2004 l'agenzia di stampa ITAR-TASS riferì "senza ombra di dubbio, il servizio di sicurezza dell'FSB ha affermato che entrambi gli aerei sono stati fatti saltare in aria a seguito di un attacco terroristico'". Un gruppo poco conosciuto chiamato Brigate Islambouli ne rivendicò la responsabilità, ma la verità di tali affermazioni rimane incerta. Le Brigate hanno anche affermato che cinque dei loro membri erano presenti su ciascun aereo; gli esperti sono scettici circa la possibilità (e la necessità) di così tanti terroristi a bordo.
La successiva indagine rilevò che le bombe erano state innescate da due kamikaze cecene, le residenti di Groznyj Sacita Džebirchanova (volo Siberia Airlines 1047) e Amanta Nagaeva (volo Volga-AviaExpress 1303). Il fratello di Nagaeva era scomparso tre anni prima e la famiglia credeva che fosse stato rapito dalle forze armate russe. Il comandante su campo ceceno Samil' Basaev si prese la responsabilità degli attentati in una lettera aperta pubblicata sul sito web dei separatisti ceceni (Kavkaz Center) il 17 settembre 2004. Affermò che gli attentati aerei gli erano costati in totale 4.000 dollari, e negò le affermazioni delle Brigate Islambouli.
Gli attentati fecero seguito a quello della metropolitana di Mosca che causò la morte di 41 persone nel febbraio 2004 e precedette altri attacchi mortali in Russia subito dopo: il 31 agosto 2004 una bomba uccise 10 persone in una stazione della metropolitana di Mosca, e poi iniziò la crisi degli ostaggi di Beslan il 1 settembre 2004, che provocò la morte di oltre 335 persone, molti dei quali bambini.

## Arresti e processi
Il 24 agosto 2004 le attentatrici vennero fermate in aeroporto dal capitano della polizia Michail Artamonov per essere perquisite alla ricerca di armi e per l'identificazione. Erano accompagnate da due uomini ceceni. I quattro arrivarono a Mosca con un volo da Makhachkala. Secondo l'accusa, Artamonov non li perquisì, e successivamente fu accusato di negligenza criminale. Il 30 giugno 2005 è stato giudicato colpevole di negligenza e condannato a sette anni di reclusione. Successivamente si presentò ricorso e il tribunale ridusse la pena a sei anni.
Secondo gli investigatori il bigliettaio Armen Aratyunyan era stato corrotto con circa 140 euro per vendere i biglietti alle due donne senza ottenere i loro documenti d'identità corretti. Aratyunyan aveva anche aiutato Džebirchanova a corrompere l'addetto al controllo dei biglietti, Nikolaj Korenkov, con 25 euro per salire a bordo senza i documenti d'identità adeguati. Il 15 aprile 2005, Aratyunyan e Korenkov vennero condannati, per aver dato e ricevuto tangenti, a un anno e mezzo in una colonia di insediamento (i detenuti delle colonie di insediamento hanno più diritti e privilegi rispetto alle persone nelle colonie standard).
Ventuno parenti dei passeggeri deceduti intentarono una causa civile contro la società di sicurezza responsabile del controllo dei passeggeri, la ZAO East-Line Aviation Security. Chiesero 3.000.000 di rubli (circa € 86.600 o 115.000 dollari statunitensi) di danni per vittima. Il processo in quel caso iniziò a Volgograd il 22 febbraio 2007. La società di sicurezza affermò che non era lei la responsabile per i danni, ma le persone che avevano organizzato gli attentati. Il tribunale che si occupò della causa civile inviò una richiesta all'ufficio del pubblico ministero per ottenere un aggiornamento sull'indagine penale. L'indagine venne sospesa a tempo indeterminato il 26 settembre 2006. Secondo l'investigatore che si occupava del caso, le persone che aiutarono gli attentatori suicidi all'aeroporto erano state uccise in Cecenia, i responsabili della pianificazione degli attentati non sono stati identificati (Samil' Basaev, che si era dichiarato responsabile dell'organizzazione degli attentati, venne ucciso), e di conseguenza le indagini furono sospese per mancanza di sospetti. Quella causa civile era ancora presente in tribunale nel dicembre 2009. I parenti di altri passeggeri hanno citato in giudizio anche il Ministero dell'Interno russo, la S7 Airlines (ex Siberia Airlines) e due compagnie assicurative, Ingosstrach e OAO Afes (nessuno degli imputati riconobbe alcuna responsabilità). Il 21 ottobre 2007, il tribunale in quest'ultimo caso ritenne S7 Airlines responsabile per danni e stabilì che avrebbe dovuto pagare ai parenti delle vittime in questione 250.000 rubli (circa € 7.000), che era circa il 10% di quanto chiesto dai querelanti. L'appello iniziale di S7 è stato respinto dal tribunale il 27 maggio 2008. In un nuovo ricorso S7 ebbe successo nell'aprile 2009 e il verdetto è stato respinto. I parenti del passeggero presentarono ricorso contro la decisione, che però è stato respinto nell'agosto 2009. Hanno in programma di presentare ricorso a un tribunale superiore.